# The Widow
The Widow är en låt av The Mars Volta, från deras andra album Frances the Mute. Låten spelades först i maj 2004 på Wiltern Theatre i Los Angeles. På konserten var låten tillägnad Jeremy Ward, som hade avlidit i en overdos i maj 2003. Låten nådde plats 95 på U.S. Billboard Hot 100.

## Huvudspår
"The Widow" är en kort låt på singelns redigerade version, men på Frances the Mute är den närmare fem minuter lång då den har ett outro med orglar och elektriska ljud som inte finns med i den redigerade versionen
På låten spelar Flea från Red Hot Chili Peppers trumpet. På vinylversionen så spelas låten också helt akustiskt med ett par enstaka effekter.

## "Frances the Mute"
Singeln innehåller också 14 minuters låten "Frances the Mute", som var tänkt att bli den första låten på skivan med samma namn. Det hade dock gjort skivan över 90 minuter lång, vilket är längre än en vanlig CD:s kapacitet.

## Låtar
1. "Frances the Mute" - 14:39
  - "In Thirteen Seconds"
  - "Nineteen Sank, While Six Would Swim"
  - "Five Would Grow and One Was Dead"
2. "The Widow" (Edit) - 3:19